# Kallikrateia
Kallikrateia (în greacă Καλλικράτεια) este o unitate municipală din fosta prefectură Halkidiki din Grecia. După reforma administrației locale din 2011, face parte din municipalitatea Nea Propontida. Anterior a fost ea însăși municipalitate cu reședința în orașul Nea Kallikrateia. Unitatea municipală are o suprafață de 108,894 km2. Ea are, potrivit recensământului din 2011, o populație de 11.571 locuitori.
Orașul Nea Kallikrateia a fost înființat după criza refugiaților din 1922, în principal de refugiații greci care au părăsit orașul Kallikrateia din Tracia de Est (actualmente în Turcia) și s-au așezat în această zonă, unde exista atunci un metoh al Mănăstirii Xenofont de la Muntele Athos. S-au descoperit unele dovezi arheologice că această zonă ar fi fost locuită încă din epoca preistorică; acestea nu au fost însă confirmate.

## Subdiviziuni
Unitatea municipală Kallikrateia este formată din comunitățile Agios Pavlos, Lakkoma, Nea Gonia, Nea Kallikrateia și Nea Silata.